# Dukes of Hamilton
Dukes of Hamilton byl kanadský juniorský klub ledního hokeje, který sídlil v Hamiltonu v provincii Ontario. V letech 1989–1991 působil v juniorské soutěži Ontario Hockey League (dříve Ontario Hockey Association). Založen byl v roce 1989 po přestěhování týmu Toronto Marlboros do Hamiltonu. Zanikl v roce 1991 přestěhováním do Guelphu, kde byl vytvořen tým Guelph Storm. Své domácí zápasy odehrával v hale FirstOntario Centre s kapacitou 17 383 diváků. Klubové barvy byly červená, bílá a modrá.
Nejznámější hráči, kteří prošli týmem, byli např.: Alek Stojanov, Chris Govedaris, Shawn McCosh nebo Jeff Bes.

## Přehled ligové účasti
Zdroj: 
- 1989–1990: Ontario Hockey League (Leydenova divize)
- 1990–1991: Ontario Hockey League (Emmsova divize)